# 久美浜シーサイド温泉
久美浜シーサイド温泉（くみはまシーサイドおんせん）は、京都府京丹後市久美浜町湊宮（旧国丹後国）にある温泉。同町内で先に開発され営業していた久美の浜温泉又は久美浜温泉とは場所がまったく違うため、温泉郷の形態もなしていない。直線距離で約5km離れている。

## 泉質
- ナトリウム・カルシウム - 塩化物・硫酸塩泉（弱アルカリ性）

## 温泉街
ほぼ湖をなす久美浜湾の西岸に面する、碧翠御苑1軒宿。その自家泉源という形態。約1万坪の敷地に14室しかないのと、周りに何もないので温泉街は形成されていない。

## アクセス
- 鉄道 : 京都丹後鉄道久美浜駅より車で約10分